# العلاقات المكسيكية الإيرانية
العلاقات المكسيكية الإيرانية هي العلاقات الثنائية التي تجمع بين المكسيك وإيران.

## مقارنة بين البلدين
هذه مقارنة عامة ومرجعية للدولتين:
| وجه المقارنة                                              | المكسيك                                                                               | إيران                    |
| --------------------------------------------------------- | ------------------------------------------------------------------------------------- | ------------------------ |
| المساحة (كم2)                                             | 1.97 مليون                                                                            | 1.65 مليون               |
| عدد السكان (نسمة)                                         | 130.53 مليون                                                                          | 79.97 مليون              |
| الكثافة السكانية (ن./كم²)                                 | 66.26                                                                                 | 48.47                    |
| العاصمة                                                   | مدينة مكسيكو                                                                          | طهران                    |
| اللغة الرسمية                                             | اللغة الإسبانية                                                                       | لغة فارسية               |
| العملة                                                    | بيزو مكسيكي                                                                           | ريال إيراني              |
| الناتج المحلي الإجمالي (بليون دولار)                      | 1.15 تريليون                                                                          | 439.51 مليار             |
| الناتج المحلي الإجمالي (تعادل القوة الشرائية) بليون دولار | 2.16 تريليون                                                                          | 1.36 تريليون             |
| الناتج المحلي الإجمالي الاسمي للفرد دولار أمريكي          | 9.01 ألف                                                                              |                          |
| الناتج المحلي الإجمالي للفرد دولار أمريكي                 | 17.32 ألف                                                                             |                          |
| مؤشر التنمية البشرية                                      | 0.756                                                                                 | 0.766                    |
| رمز المكالمات الدولي                                      | +52                                                                                   | +98                      |
| رمز الإنترنت                                              | .mx                                                                                   | .ir،                     |
| المنطقة الزمنية                                           | منطقة زمنية وسطى، المنطقة الزمنية الجبلية، زمن منطقة المحيط الهادئ، منطقة زمنية شرقية | ت ع م+03:30، توقيت إيران |

## مدن متوأمة
في ما يلي قائمة باتفاقيات التوأمة بين مدن مكسيكية وإيرانية:
- ترتبط أكابولكو مع بندر تركمان باتفاقية توأمة منذ 19 يوليو 2017.[12][13][12][13]

## منظمات دولية مشتركة
يشترك البلدان في عضوية مجموعة من المنظمات الدولية، منها:
| علم المنظمة | اسم المنظمة                        | تاريخ انضمام المكسيك | تاريخ انضمام إيران |
| ----------- | ---------------------------------- | -------------------- | ------------------ |
|             | مؤسسة التنمية الدولية              | 24 أبريل 1961        | 10 أكتوبر 1960     |
|             | يونسكو                             | 4 نوفمبر 1946        | 6 سبتمبر 1948      |
|             | وكالة ضمان الاستثمار متعدد الأطراف | 1 يوليو 2009         | 15 ديسمبر 2003     |
|             | الأمم المتحدة                      | 7 نوفمبر 1945        | 24 أكتوبر 1945     |
|             | الفريق المعني برصد الأرض           | ?                    | ?                  |
|             | الاتحاد البريدي العالمي            | ?                    | ?                  |
|             | البنك الدولي للإنشاء والتعمير      | 31 ديسمبر 1945       | 29 ديسمبر 1945     |
|             | المنظمة الهيدروغرافية الدولية      | ?                    | ?                  |
|             | منظمة حظر الأسلحة الكيميائية       | ?                    | ?                  |
|             | مؤسسة التمويل الدولية              | 20 يوليو 1956        | 28 ديسمبر 1956     |
|             | حركة عدم الانحياز                  | ?                    | ?                  |
|             | منظمة الشرطة الجنائية الدولية      | ?                    | ?                  |

## وصلات خارجية
- موقع وزارة الخارجية المكسيكية
- موقع وزارة الخارجية الإيرانية